# Paradaemonia
Paradaemonia — род чешуекрылых из семейства павлиноглазок и подсемейства Arsenurinae.

## Систематика
В состав рода входят:
- Paradaemonia andensis (Rothschild, 1907) — Мексика
- Paradaemonia meridionalis A.J.A.de Camargo , Mielke & Casagrande, 2007 — центральная часть Южной Бразилии[1]
- Paradaemonia platydesmia (Rothschild, 1907) — Эквадор
- Paradaemonia pluto (Westwood, 1854) — Венесуэла